# Ratpenat de ferradura de Darling
El ratpenat de ferradura de Darling (Rhinolophus darlingi) és una espècie de ratpenat de la família dels rinolòfids. Viu a Angola, Botswana, Burundi, República del Congo, República Democràtica del Congo, Kenya, Malawi, Moçambic, Namíbia, Sud-àfrica, Eswatini, Tanzània, Zàmbia i Zimbàbue. El seu hàbitat natural és la sabana. No hi ha cap amenaça significativa per a la supervivència d'aquesta espècie.